# Stone Music Entertainment
Stone Music Entertainment (Hangul: 스톤뮤직엔터테인먼트) là một công ty giải trí tư nhân của Hàn Quốc thuộc CJ E&M và CJ ENM. Đây hiện là một trong những công ty đồng phát hành lớn nhất ở Hàn Quốc. Công ty hoạt động như một hãng thu âm, công ty quản lý tài năng, công ty sản xuất âm nhạc, quản lý sự kiện, công ty sản xuất concert, nhà xuất bản âm nhạc và nhà đầu tư.
Từng là ngôi nhà của các nghệ sĩ như SeeYa, Lee Hyori, I.O.I, Park Bo-ram, Wanna One và X1, hiện tại công ty đang quản lý các nghệ sĩ như SG Wannabe, Davichi, Roy Kim, Son Ho-young, Eric Nam, Heize, Fromis 9, Kep1er, HEDY, Quankune và TO1 . Cái sau có lẽ sẽ được chuyển sang các nhãn khác sau tháng 4 năm 2021.
Stone Music Entertainment (trước đây là CJ E&M Music) được vinh danh là Nhà phân phối âm nhạc của năm tại Giải thưởng K-Pop Gaon chart năm 2014.

## Lịch sử
Nguồn:
Công ty được thành lập với tên Mediopia vào tháng 5 năm 1993 và sau đó được đổi tên thành Mediopia Technology Co., Ltd vào tháng 6 năm 1994, với tư cách là nhà sản xuất và phân phối các thiết bị điện tử.
Vào tháng 1 năm 2002, công ty đã được niêm yết trên KOSDAQ.
Vào tháng 8 năm 2004, Maekyung Hudson được thành lập như một công ty con.
Vào tháng 7 năm 2006, cổ đông lớn nhất đã thay đổi từ Poibos Co., Ltd. thành CJ Corporation và được thành lập như một chi nhánh của CJ Corporation. Công ty sau đó trở thành một phần của CJ Media Co., Ltd.
Vào tháng 9 năm 2006, công ty sau đó đã được thành lập lại với tên Mnet Media, sau khi hợp nhất với GM Agency, MaxMP3 và ID Icheon Entertainment.
Vào tháng 1 năm 2007, công ty thành lập công ty giải trí Core Content Media, đứng đầu là nhà sản xuất Kim Kwang-soo.
Vào tháng 5 năm 2007, CJ Music được sáp nhập vào Mnet Media, hoạt động trong các lĩnh vực phân phối và phát sóng âm nhạc.
Vào tháng 1 năm 2011, Mnet Media được sáp nhập vào CJ E&M và được đổi tên thành CJ E&M Music. Sau khi sáp nhập, công ty đã bị thu hồi khỏi KOSDAQ vào tháng 3 năm 2011.
Vào tháng 12 năm 2013, CJ E&M Music mua 19% cổ phần của Jellyfish Entertainment để hợp tác.
Vào tháng 3 năm 2014, hệ thống hãng đĩa của CJ E&M được giới thiệu với Jellyfish Entertainment, The Music Works, MMO Entertainment và 1877 Entertainment tham gia hệ thống.
Vào tháng 4 năm 2014, CJ E&M Music cho ra mắt một liên doanh với Victor Entertainment của Nhật Bản, được gọi là CJ Victor Entertainment.
Vào tháng 9 năm 2015, CJ E&M Music mua lại B2M Entertainment.
Vào tháng 10 năm 2015, CJ E&M Music ký thỏa thuận hợp tác chiến lược với hãng đĩa hip hop Hi-Lite Records.
Vào tháng 1 năm 2016, CJ E&M Music ký một thỏa thuận hợp tác chiến lược với hãng đĩa hip hop AOMG.
Năm 2017, CJ E&M Music thành lập một hãng đĩa mới có tên Stone Music Entertainment. Hãng đĩa bắt đầu sản xuất âm nhạc cho các nghệ sĩ thuộc CJ E&M Music như Wanna One, Davichi và JBJ, và quản lý nhóm chiến thắng của Idol School, Fromis 9.
Vào tháng 8 năm 2017, CJ E&M Music thành lập liên doanh High Up Entertainment với đội ngũ sản xuất Black Eyed Pilseung. Trong cùng tháng đó, CJ E&M đã mua thêm 32% cổ phần của Jellyfish Entertainment, vượt quá 19% cổ phần của hãng đĩa đã mua trước đó vào năm 2013, thực sự trở thành cổ đông lớn nhất của hãng đĩa này, với tổng số 51%.
Vào tháng 11 năm 2017, CJ E&M Music mua lại Amoeba Culture.
Vào tháng 4 năm 2018, Stone Music Entertainment chính thức được đăng ký và sau đó CJ E&M đã sáp nhập vào Stone Music Entertainment vào tháng 5 năm 2018.
Vào tháng 6 năm 2018, Stone Music Entertainment thành lập hãng đĩa độc quyền Swing Entertainment để quản lý Wanna One kể từ khi nhóm kết thúc hợp đồng với YMC Entertainment, với Shin Dong-il (người quản lý cũ của YMC Entertainment) làm người đứng đầu hãng đĩa.
Vào tháng 9 năm 2018, Stone Music Entertainment thành lập hãng đĩa độc quyền Off The Record Entertainment để quản lý những nghệ sĩ chiến thắng Produce 48 và Idol School, lần lượt là IZ*ONE và Fromis 9.
Vào tháng 10 năm 2018, Genie Music mua lại quyền phân phối cho các sản phẩm phát hành của Stone Music Entertainment ở định dạng kỹ thuật số sau khi Stone Music hợp nhất với công ty chị em của nó, CJ Digital Music. Hai công ty vẫn sẽ phát hành album vật lý một cách riêng biệt.
Vào ngày 31 tháng 1 năm 2019, Stone Music Entertainment xác nhận việc thành lập hãng đĩa độc quyền LM Entertainment để quản lý Kang Daniel và Yoon Ji-sung kể từ ngày 1 tháng 2, sau khi kết thúc hợp đồng với MMO Entertainment. Người đứng đầu hãng đĩa lD Shin Dong-il, cũng là người đứng đầu hãng đĩa cũ của họ là Swing Entertainment trong suốt thời gian Wanna One hoạt động.
Vào ngày 20 tháng 4 năm 2021, Sports Kyunghang thông báo rằng CJ ENM đã nộp đơn xin đóng cửa Stone Music Entertainment từ ngày 8 tháng 4. Theo tin tức, CJ ENM nói rằng họ đang "làm việc để tổ chức lại các nhãn phụ của mình cho hiệu quả.
Vào tháng 5 năm 2021, CJ ENM thành lập hãng âm nhạc mới, Wake One Entertainment để quản lý TO1.

## Quan hệ đối tác và phân phối âm nhạc
Nguồn:
- Ambition Musik
- Amoeba Culture (liên kết)
- AOMG (liên kết)
- Craft&Jun
- Dooroodooroo Artist Company
- Dorothy Company
- Feel Ghood Music
- H1GHR Music (liên kết)
- Hi-Lite Records (liên kết)
- 1llionaire Records
- In Next Trend
- Jellyfish Entertainment (liên kết)
- KQ Entertainment
- Mapps Entertainment
- MNH Entertainment
- RBW
- Swing Entertainment
- Vismajor Company
- WM Entertainment
- n.CH Entertainment (đã chấm dứt hợp tác vào tháng 8 năm 2020)
- WAKE ONE Entertainment
- YNG & RICH Entertainment
- Ballin ' All Day
- OUI Entertainment
- Star Road Entertainment
- Mnet (cho việc phát hành chương trình âm nhạc)
- tvN (cho album nhạc drama)
- OCN (cho album nhạc drama)

## Nghệ sĩ

### Nghệ sĩ thu âm
Nguồn:
Nhóm nhạc
- SG Wannabe
- Davichi
- TO1

Nghệ sĩ solo
- Eric Nam
- Roy Kim
- Ash-B
- Ha Hyun-sang
- TSUN
- Minzy

Thực tập sinh đáng chú ý
- Jo Yu-ri (Cựu thành viên IZ*ONE)

### Nghệ sĩ độc lập
| MMO Entertainment - Kim Feel - Hoons (đồng quản lý với FRON+DESK) LM Entertainment - Yoon Ji-sung Off The Record Entertainment - IZ*ONE (đồng quản lý với Swing Entertainment) - Fromis 9 | Swing Entertainment - Kim Jae-hwan - Son Ho-young - IZ*ONE - Natty(từng là thực tập sinh của JYP, từng tham gia Sixteen và Idol School) Studio Blu - Heize - Truedy - $ammy - Mia (2019–nay) |

## Cựu nghệ sĩ và diễn viên
| - Bubble Sisters (2003-2005) - Hong Jin-young (2006–2008) - Kim Jong-kook - SWAN (2007–2008) - Lee Hyori (2006–2010) - Ock Joo-hyun - Yangpa - Busker Busker (2012) - TimeZ (đồng quản lý với Super Jet Entertainment) - Yoo Seung-woo (2012–2015) (quản lý dưới hãng đĩa phụ UK Muzik) - Park Jae-jung (2013–2015) - Jung Joon-young (2013–2016) - JJY Band (2015–2016) - I.O.I (2016–2017/2019) (đồng quản lý với LOEN Entertainment và Studio Blu) - Spica (2012–2017) (đồng quản lý với B2M Entertainment) - Emma Wu (2016–2017) - Kevin Oh (2017) - JBJ (2017–2018) (đồng quản lý với Fave Entertainment của Kakao M) | - Wanna One (2015–2018) (đồng quản lý với Swing Entertainment) - Lee Seok-hoon (2015–2019) - X1 (2019–2020) (đồng quản lý với Swing Entertainment) - IN2IT (2017-2020) (đồng quản lý với MMO Entertainment) - TOO (4/2020-3/2021) (đồng quản lý với n.CH Entertainment) - TO1 (tên cũ là TOO) (4/2021-nay) (đồng quản lý với WAKE ONE Entertainment) - Lee Beom-soo - Song Seung-heon - Kim Min-Jae |

## Tranh cãi

### Thao túng giá cả
CJ E&M Music (sau đó là Mnet Media) là một trong số 15 công ty bị Korean FTC phạt và kiện vì gian lận giá năm 2011.